# Gonkoken
Gonkoken – рід рослиноїдних динозаврів з клади Hadrosauroidea. Існував у пізньому крейдовому періоді близько 71 млн років тому. Фрагментарні рештки знайдені на території Чилі. Завдовжки близько 4 м.
Описано один вид – Gonkoken nanoi. Родова назва від "gon" ("схожий на") і "koken" (дика качка або лебідь) мовою народу Теуелче, корінного народу місцевості, де знайдено рештки. Видова назва "nanoi" на честь Маріо "Нано" Ульоа (Mario “Nano” Ulloa), фермера, який допомагав із логістикою експедицій.
Це перший відкритий не гадрозавровий представник Hadrosauroidea із Гондвани.